# Jenseits der Realität
Jenseits der Realität (Alternativtitel: Beyond Reality – Das Casino der Magier, Originaltitel: Sa granju realnosti / За гранью реальности) ist ein russischer Action-Fantasyfilm aus dem Jahr 2018.

## Handlung
Michael ist ein talentierter Pokerspieler, der jeden seiner Spielzüge weit im Voraus durchdenkt und nur auf sein Können setzt. Er plant, ein  europäisches Casino zu besuchen und Gewinne zu erspielen. An einem dortigen Pokertisch trifft er auf den mysteriösen Alex. Während des Spiels ändern sich Michaels Karten auf mysteriöse Weise in seinen Händen. Er verliert alles und sein Plan wird hinfällig. Der bösartige Casino-Besitzer Victor ist sich sicher, dass Michael und Alex zusammenarbeiten. Um den finanziellen Untergang seines Casinos zu verhindern, zwingt er Michael dazu, für Alex’ Gewinn aufzukommen.
Michael aktiviert daraufhin eine Gruppe aus Experten aus den unterschiedlichsten Bereichen, um in verschiedenen Casinos Spiele und dadurch Geld zu gewinnen. Erik ist ein wohlhabender junger Mann, der über Telekinese verfügt. Er nutzt seine Kräfte dazu, kleine Gegenstände wie Roulettebälle oder Würfel zu bewegen. Toni ist ein Taxifahrer, der elektronische Gegenstände kontrollieren kann. Zum Beispiel kann er eine Kamera zum richtigen Zeitpunkt wegdrehen, damit niemand vom Sicherheitspersonal den Betrug aufdecken kann. Kevin ist ein Hypnotiseur, ein Autist, der für kurze Zeit Gedanken lesen kann. Veronika ist eine Telepathin, sie ist innerhalb der Gruppe für eine unauffällige Kommunikation zuständig.
Michael und sein übernatürliches Team gehen in ein Casino, um viel Geld zu gewinnen. Er tritt gegen seinen mysteriösen Rivalen an und bringt sich und sein Team in Gefahr, da auch dieser über besondere Fähigkeiten verfügt.

## Hintergrund
Gedreht wurde in Moskau und Gelendschik in Russland sowie in Italien. Ein weiterer Drehort war die Hauptstadt Georgiens, Tiflis. Das geschätzte Filmbudget lag bei 5 Mio. US-Dollar.

## Kritik
„Russische Variante US-amerikanischer Heist-Movies und Fantasyfilme mit guten Spezialeffekten und vielen Schauwerten. Da der Film aber auch die Oberflächlichkeit der Vorbilder imitiert, verliert er auf Dauer an Spannung und Konsistenz.“